# Myiopharus vagabunda
Myiopharus vagabunda là một loài ruồi trong họ Tachinidae.